# Regiunea București

Regiunea Bucureşti în cadrul împărţirii administrative a României 1950-1952

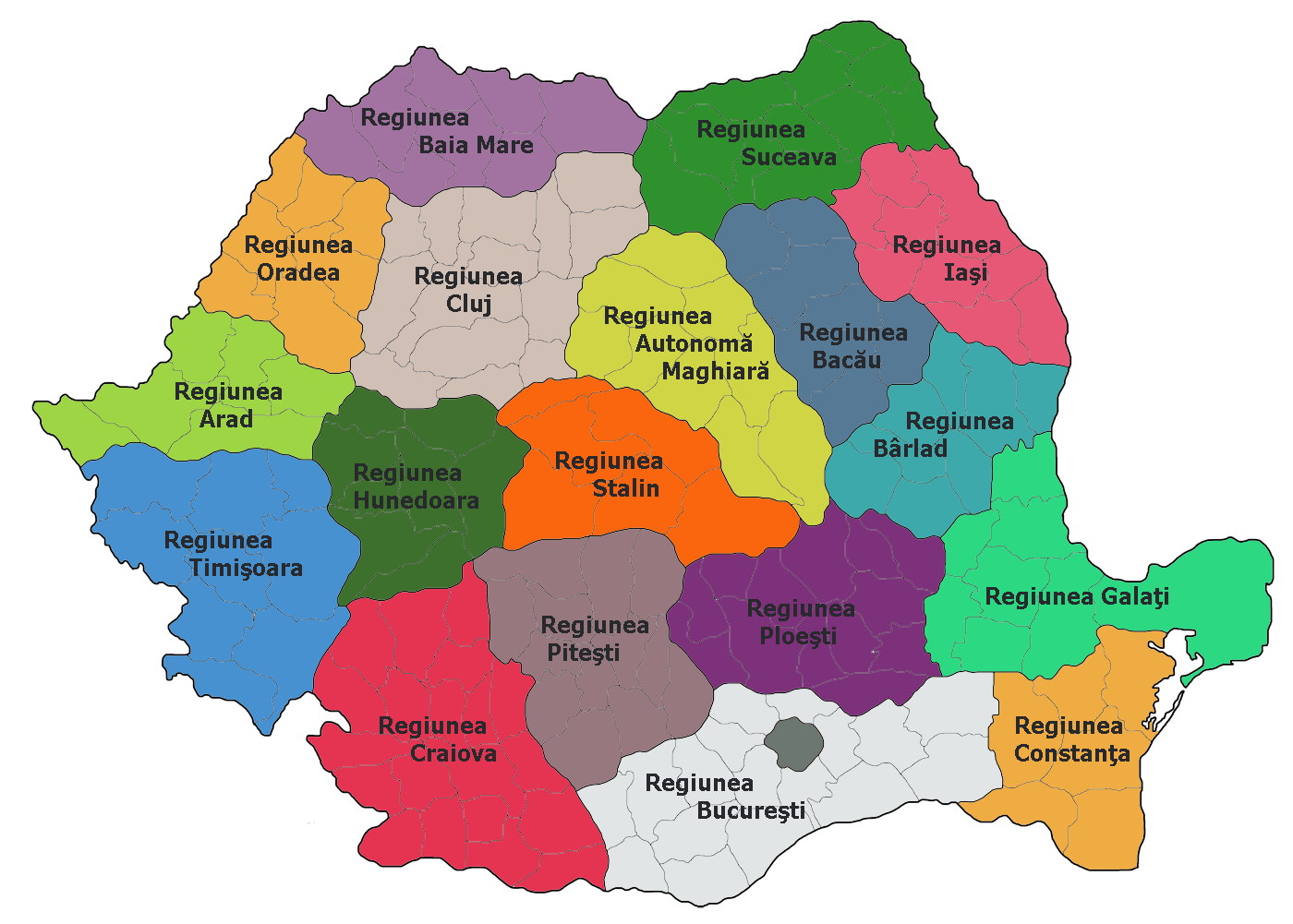
Regiunea Bucureşti în cadrul împărţirii administrative a României (1953)

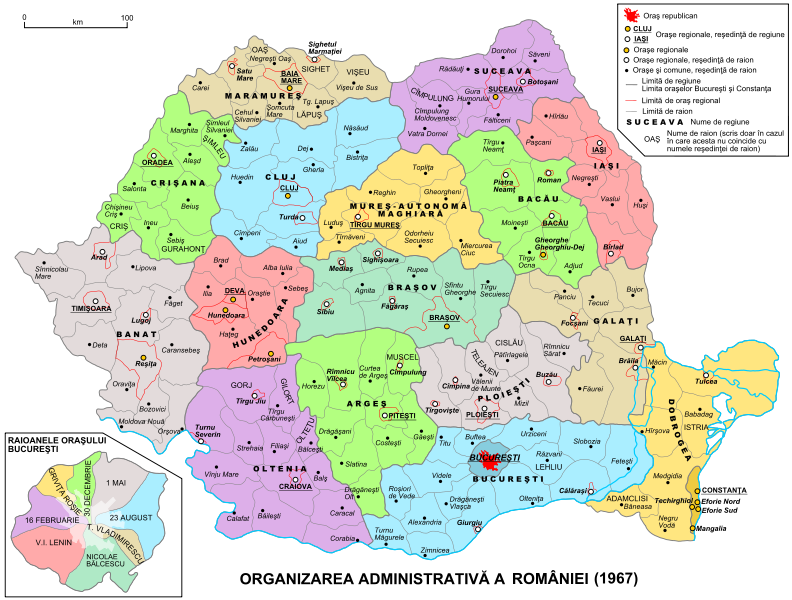
Regiunea București în cadrul împărţirii administrative a României (1960-1968)

Regiunea București a fost o diviziune administrativ-teritorială situată în zona de sud a Republicii Populare Române, înființată în anul 1950, când au fost desființate județele (prin Legea nr.5/6 septembrie 1950). Ea a existat până în anul 1968, atunci când regiunile au fost desființate.

## Istoric
Reședința regiunii a fost la București, iar teritoriul său cuprindea la început o suprafață similară cu cea a actualelor județe Giurgiu și Ilfov. În 1952 a încorporat teritorii din regiunile desființate Ialomița (fără raioanele Fetești, încorporat în regiunea Constanța, și Urziceni, încorporat în regiunea Ploiești; ambele transferate în 1960) și Teleorman, ajungând să aibă o suprafață puțin mai mică decât a actualelor județe Călărași, Giurgiu, Ialomița, Ilfov și Teleorman.

## Vecinii regiunii București
Regiunea București se învecina:
- 1950–1952: la est cu regiunea Ialomița, la sud cu Republica Populară Bulgară, la vest cu regiunea Teleorman, iar la nord cu regiunile Argeș și Prahova.
- 1952–1960: la est cu regiunea Constanța, la sud cu Republica Populară Bulgară, la vest cu regiunea Craiova, iar la nord cu regiunile Pitești, Ploiești și Galați.
- 1960–1968: la est cu regiunea Dobrogea, la sud cu Republica Populară Bulgară, la vest cu regiunea Oltenia, iar la nord cu regiunile Argeș, Ploiești și Galați.

## Raioanele regiunii București
Regiunea București cuprindea următoarele raioane: 
- 1950–1952: Brănești, București, Crevedia, Giurgiu, Mihăilești, Oltenița, Răcari, Snagov, Vidra.
- 1952–1960: Alexandria, Brănești, București, Călărași, Crevedia, Drăgănești-Vlașca, Giurgiu, Lehliu, Mihăilești, Oltenița, Răcari, Roșiori de Vede, Slobozia, Snagov (Căciulați), Turnu Măgurele, Vârtoapele, Vida, Vidra, Zimnicea.
- 1960–1968: Alexandria, Brănești, București, Călărași, Crevedia, Drăgănești, Fetești, Giurgiu, Lehliu, Mihăilești, Oltenița, Răcari, Roșiori de Vede, Slobozia, Snagov, Turnu Măgurele, Urziceni, Vârtoapele, Vida, Vidra, Zimnicea.